# 合気組手
合気組手（あいきくみて）とは、合気道S.A.で行われている自由組手の一つであり、合気道技と打撃技を使用して行う組手である。
ルールは、手首・肘・肩への立った状態での関節技（立ち関節技）と合気道の投げ技（入り身投げ、入り身突き等）が認められている。打撃技は、鎖骨以下への掌打と蹴り技が認められている。顔面への打撃や肘打ちは禁止、膝蹴りは使用してよい。また、合気道の技術体系に寝技は無いため基本的に寝技は禁止であるが、投げ技からの固め技であれば認められる。
打撃は打撃技のみでKOすることを目的としているわけではなく、合気道技に入る隙を作る崩しとして使われる。合気道技の攻防を行いながら打撃の攻防も行う為に離れた間合いよりも、腕や肩を掴み組み合った状態での打撃が多い。
合気道S.A.では、合気組手の他にも合気道技のみの組手である「手首相撲」や「打撃のみの組手」なども行っている。